# Unfinished Business (film américain, 1985)
Pour les articles homonymes, voir Unfinished Business.
Pour le film australien de Bob Ellis sorti la même année, voir Unfinished Business (film australien, 1985).
Pour plus de détails, voir Fiche technique et Distribution.
Unfinished Business est un film américain réalisé par Steven Okazaki, sorti en 1985.

## Synopsis
En 1942, les États-Unis mettent en place des lois d'internement des Nippo-Américains. Le film suit la vie trois jeunes hommes condamnés pour avoir contrevenus à ces lois :
- Min Yasui, un avocat de l'Oregon ;
- Gordon Hirabayashi, un étudiant quaker de Washington ;
- Fred Korematsu, un soudeur de la région de la baie de San Francisco.

## Fiche technique
- Titre : Unfinished Business
- Réalisation : Steven Okazaki
- Scénario : Laura Ide, Jane Kaihatsu, Steven Okazaki et Kei Yokomizo
- Photographie : Steven Okazaki
- Montage : Steven Okazaki
- Narratrice : Amy Hill
- Production : Steven Okazaki
- Société de production : Mouchette
- Pays de production :  États-Unis
- Genre : Documentaire
- Durée : 58 minutes
- Date de sortie : 
  - États-Unis : 26 janvier 1985 (Los Angeles)

## Distinctions
Le film a été nommé à l'Oscar du meilleur film documentaire.